# الكواهل (الطويلة)

تعديل مصدري - تعديل

الكواهل هي إحدى قرى عزلة بني الذولاني بمديرية الطويلة التابعة لمحافظة المحويت، بلغ تعداد سكانها 801 نسمة حسب تعداد اليمن لعام 2004.